# Cladonia ramulosa
Cladonia ramulosa (With.) J.R. Laundon (1984), è una specie di lichene appartenente alla famiglia Cladoniaceae,  dell'ordine Lecanorales.
Il nome proprio deriva dal latino ramulosus, che significa ramoso, con fitte ramificazioni, ad indicare la struttura degli apoteci.

## Descrizione
Il sistema di riproduzione è principalmente asessuato, attraverso i soredi o strutture similari, quali ad esempio i blastidi. Il fotobionte è principalmente un'alga verde delle Trentepohlia.

## Distribuzione e habitat
Questa specie si adatta soprattutto a climi di tipo temperato o montano-boreale meridionale. Rinvenuta su briofite epilitiche, legni in via di putrefazione e su suoli organici. Predilige un pH del substrato da molto acido a valori intermedi fra molto acido e subneutro puro. Il bisogno di umidità spazia da igrofitico a mesofitico.
La specie è stata rinvenuta nelle seguenti località:
- USA (Florida, Alabama, New Jersey, Distretto di Columbia, Michigan, Maine, Ohio, Rhode Island, Virginia Occidentale, Wisconsin, Hawaii, Vermont, New York, Carolina del Sud, Illinois);
- Germania (Baden-Württemberg, Meclemburgo, Renania Settentrionale-Vestfalia, Bassa Sassonia, Assia, Brandeburgo, Baviera, Sassonia, Sassonia-Anhalt, Schleswig-Holstein, Renania-Palatinato, Turingia, Amburgo);
- Austria (Alta Austria);
- Brasile (Paraná, Rio Grande do Sul);
- Spagna (Castiglia e León);
- Canada (Nuovo Brunswick);
- Australia (Nuovo Galles del Sud);
- Oceania (Figi);
- India (Tamil Nadu);
- Cina (Anhui, Tibet, Fujian, Heilongjiang, Hubei, Mongolia interna, Jiangsu, Jilin, Shaanxi, Shanghai, Xianggang, Xizang, Zhejiang);
- Iran (Mazandaran);
- Argentina, Bhutan, Cile, Cipro, Corea del Sud, Costa Rica, Danimarca, Etiopia, Finlandia, Giappone, Gran Bretagna, Guyana, Hong Kong, Irlanda, Islanda, Isola di Pasqua, Isole Azzorre, Isole Canarie, Kenya, Lituania, Lussemburgo, Marocco, Norvegia, Paesi Bassi, Panama, Papua Nuova Guinea, Paraguay, Polonia, Portogallo, Repubblica Ceca, Romania, Sant'Elena, Svezia, Taiwan, Tanzania, Thailandia, Uganda, Uruguay, Venezuela.

In Italia questa specie di Cladonia è piuttosto rara:
- Trentino-Alto Adige, da rara ad estremamente rara nelle valli
- Val d'Aosta, da rara ad estremamente rara nelle valli
- Piemonte, piuttosto rara sui monti dell'arco alpino, estremamente rara nel resto della regione
- Lombardia, piuttosto rara nelle zone alpine e di confine col Trentino; estremamente rara nelle zone pedemontane
- Veneto, da rara ad estremamente rara nelle zone montane e pedemontane al confine col Trentino
- Friuli, non è stata rinvenuta
- Emilia-Romagna, non è stata rinvenuta
- Liguria, da rara lungo l'arco ligure orientale ad estremamente rara lungo l'arco occidentale
- Toscana, molto rara in tutta la regione
- Umbria, non è stata rinvenuta
- Marche, non è stata rinvenuta
- Lazio, molto rara in tutta la regione
- Abruzzi, non è stata rinvenuta
- Molise, non è stata rinvenuta
- Campania, estremamente rara nell'avellinese e nel beneventano, molto rara nel resto della regione
- Puglia, non è stata rinvenuta
- Basilicata, non è stata rinvenuta
- Calabria, rara sulla Sila, sull'Orsomarso e sull'Aspromonte; molto rara sul versante tirrenico, da estremamente rara a non rinvenuta sul versante ionico
- Sicilia, molto rara nel messinese, palermitano e ragusano; estremamente rara nelle province centrali e non rinvenuta altrove
- Sardegna, da molto rara sul versante occidentale ad estremamente rara sul versante orientale; rara nel Gennargentu.[3]

## Tassonomia
Questa specie è di incerta attribuzione per quanto concerne la sezione di appartenenza; a tutto il 2008 non sono state identificate forme, sottospecie e varietà.